# Аоияма Косуке
Аоияма Косуке (на японски: 碧山 亘右) или Даниел Иванов е български и японски сумист, родом от Елхово. Прави дебюта си в сумото през 2009 година, като най-високия ранг, до който достига е секиваке. Достига топ дивизията на професионалното сумо през 2011 година, когато печели и наградата за Боен дух (Саншо). През юли 2017 година отново печели Саншо, след като финишира на второ място в летния сумо турнир с баланс 13 победи и 2 загуби. През 2021 г. приема японско гражданство и поради липса на съглашение между България и Япония относно двойно поданство, българското му гражданство става невалидно.
Даниел се заминава с борба в продължение на 10 години, но решава да тренира аматьорски сумо в продължение на 3 години и с помощта на Калоян Махлянов (Котоошу) успява да се наложи в професионалното сумо. Името му в сумото означава синя планина, което идва от треньора му, който го е попитал какво предпочита планини или реки, на което Даниел отговаря с „планини“.